# Vixnióvoie (Saràtov)
|  | Per a altres significats, vegeu «Vixnióvoie». |

Vixnióvoie (en rus: Вишнёвое) és un poble de l'óblast de Saràtov, a Rússia, segons el cens del 2010 tenia 24 habitants. Pertany al districte municipal de Petrovsk.